# Złotogłowice

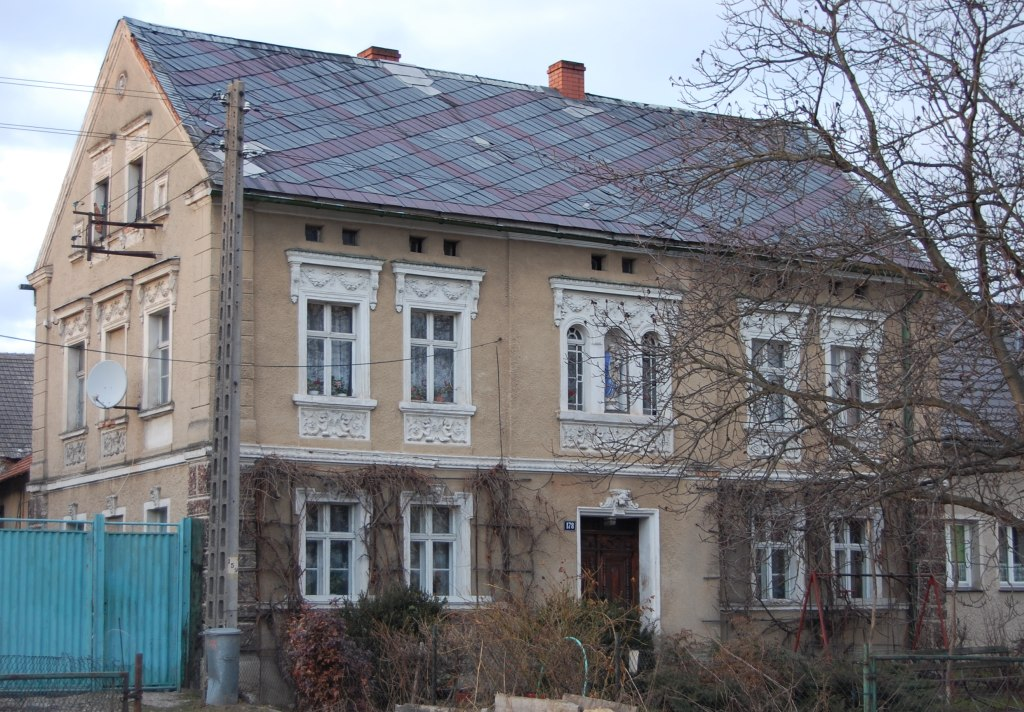
Dekoracyjny dom nr 178, z tradycyjnym, śląskim ułożeniem poszycia dachowego (łupka)

Złotogłowice – (niem. Groß Neundorf, tuż po wojnie Złotopol) – wieś w Polsce położona w województwie opolskim, w powiecie nyskim, w gminie Nysa.
W latach 1945–1954 siedziba gminy Złotogłowice. W latach 1975–1998 miejscowość administracyjnie należała do ówczesnego województwa opolskiego.

## Historia
Złotogłowice wymieniane są w roku 1300 jako Jacobi villa (co oznacza „Wieś Jakubową”; przypuszczalnie nazwa wywodzi się od lokatora wsi). Według Księgi uposażeń Biskupstwa Wrocławskiego, wieś liczyła 70 małych hub, z których kościół posiadał 2, sołtys 2 wraz z karczmą. Duża liczba hub oraz nazwa miejscowości świadczy o założeniu wsi przez osadników z Niemiec. W czasie I wojny śląskiej w 1741 r. wieś poniosła duże straty spowodowane licznymi rekwizycjami poczynionymi tu przez pruskich żołnierzy. Wieś często nawiedzana była przez duże pożary; np. we wrześniu 1715 „w 2 godziny cała gmina wraz ze zmielonym ziarnem poległa w popiele”. Pomiędzy 1791 r. a 1839 r. nastąpiło 6 katastrofalnych pożarów.
Nauczyciel jest wymieniany ok. 1625 r., dom nauczyciela zaś w 1784 r. Dawny, dwupiętrowy budynek szkoły pochodził z 1841 r.
Dawne sołectwo (54 ha) znajdowało się w posiadaniu rodziny Kinne, majątek ziemski (74 ha) od 1650 r. w posiadaniu rodziny Beier, poza tym we wsi znajdowało się wiele większych gospodarstw rolnych.
Liczba mieszkańców:
1784: 743 mieszkańców, 52 parcele,
1845: 1152 mieszkańców (1 ewangelik), 184 domy,
1895: 1320 mieszkańców (15 ewangelików), 213 domów, 331 gospodarstw domowych,
1939L 1616 mieszkańców, 384 gospodarstw domowych.
W roku 1937 we wsi znajdowało się: 2 piekarzy, 4 rzeźników, fryzjer, 2 zakłady pielęgnacji ogrodów, 3 gospody, 2 położne, fabryka maszyn, rymarz, 4 kowali, 2 krawców, kominiarz, 2 szewców, 3 kołodziejów, stolarz, oddział banku.

## Architektura wsi
Złotogłowice stanowią przykład wsi fryderycjańskiej, rozwiniętej w wyniku kolonizacji niemieckiej przeprowadzonej przez Fryderyka II bezpośrednio po wojnach śląskich w XVIII w. W zamian za zasługi wojenne przyznawano żyzną ziemię wraz z parcelą, z reguły przybierającą postać prostokąta, przeznaczoną do zabudowy mieszkalno-gospodarczej. Jeszcze do połowy XIX wieku większość domostw wzniesiona była w technice drewnianej, czy też szachulcowej. W drugiej poł. XIX wieku, w związku z licznymi uregulowaniami prawnymi w Prusach, dotyczącymi zakazu budowy drewnianych domów, charakter zabudowy wiejskiej uległ znacznej zmianie. Wznoszono wielokondygnacyjne, murowane domy wraz z przylegającymi do nich zabudowaniami gospodarczymi. Wiele domów zachowało do dziś ciekawe motywy sztukatorskie (min. putta, ornamenty, ozdobne gzymsy). Niektóre domostwa posiadają oryginalną połać dachową; przykładem może być tutaj dom nr 178, gdzie pokrycie dachowe wykonane jest z dwukolorowego łupka w ukośny, geometryczny wzór. Ciekawym przykładem rezydencjonalnej architektury wiejskiej jest dom nr 174 – dawniej tzw. „Hof Kinne”.

## Zabytki
Do wojewódzkiego rejestru zabytków wpisane są:
- kościół par. pw. św. Katarzyny, z XV-XVI w. Pewien dokument z 1335 r. wymienia katolicki kościół pw. św. Katarzyny. W 1591 r. kościół został przyłączony do parafii św. Jakuba w Nysie i zarządzany przez jednego z kapłanów. Długi czas kościół był filią kościoła św. Jakuba; w 1921 r. powstała samodzielna parafia. Chór starego kościoła pochodził z końca średniowiecza, świątynia z drugiej poł. XVI w. została zburzona i w 1905 r. na miejscu dawnej wieży stanął nowy kościół. Podczas rozbiórki odkryto malarstwo ścienne „Maria w płaszczu łaski” – nad drzwiami do zakrystii, oraz stare sgraffito na ścianach zewnętrznych. Obraz z ołtarza głównego, znajdujący się wcześniej w posiadaniu nyskiego klasztoru Magdalenek, został przeniesiony do nowego kościoła. Dzwon z 1773 r. z barokowymi inskrypcjami został odlany w Kłodzku
- cmentarz parafialny, z poł. XIX w.
  - kaplica
- zagroda nr 6 i 7, z poł. XIX w.:
  - dwa domy
  - ogrodzenie z bramą,
- dom w zagrodzie nr 178, 3 ćwierć XIX w.